# Ceratinopsis setoensis
Ceratinopsis setoensis là một loài nhện trong họ Linyphiidae.
Loài này thuộc chi Ceratinopsis. Ceratinopsis setoensis được Ryoji Oi miêu tả năm 1960.